# USS Yorktown (CV-5)
USS Yorktown (CV-5) byla letadlová loď Námořnictva Spojených států, která působila ve službě v letech 1937–1942. Jednalo se o vedoucí loď stejnojmenné třídy. Také byla prvním velkým americkým plavidlem tohoto typu, které bylo od počátku stavěno jako letadlová loď.

## Stavba
Stavba Yorktownu byla zahájena 21. května 1934 v loděnicích Newport News Shipbuilding v Newport News ve Virginii. Vzhledem k tomu, že tempo stavby nebylo v mírových dobách nikterak vysoké, mohla být loď spuštěna na vodu až 4. dubna 1936. O rok a půl později, 30. září 1937, byla již zcela dokončena a zařazena do služby v US Navy. Jednalo se o moderní loď, při její konstrukci byly využity zkušenosti získané provozem starších letadlových lodí.

## Služba

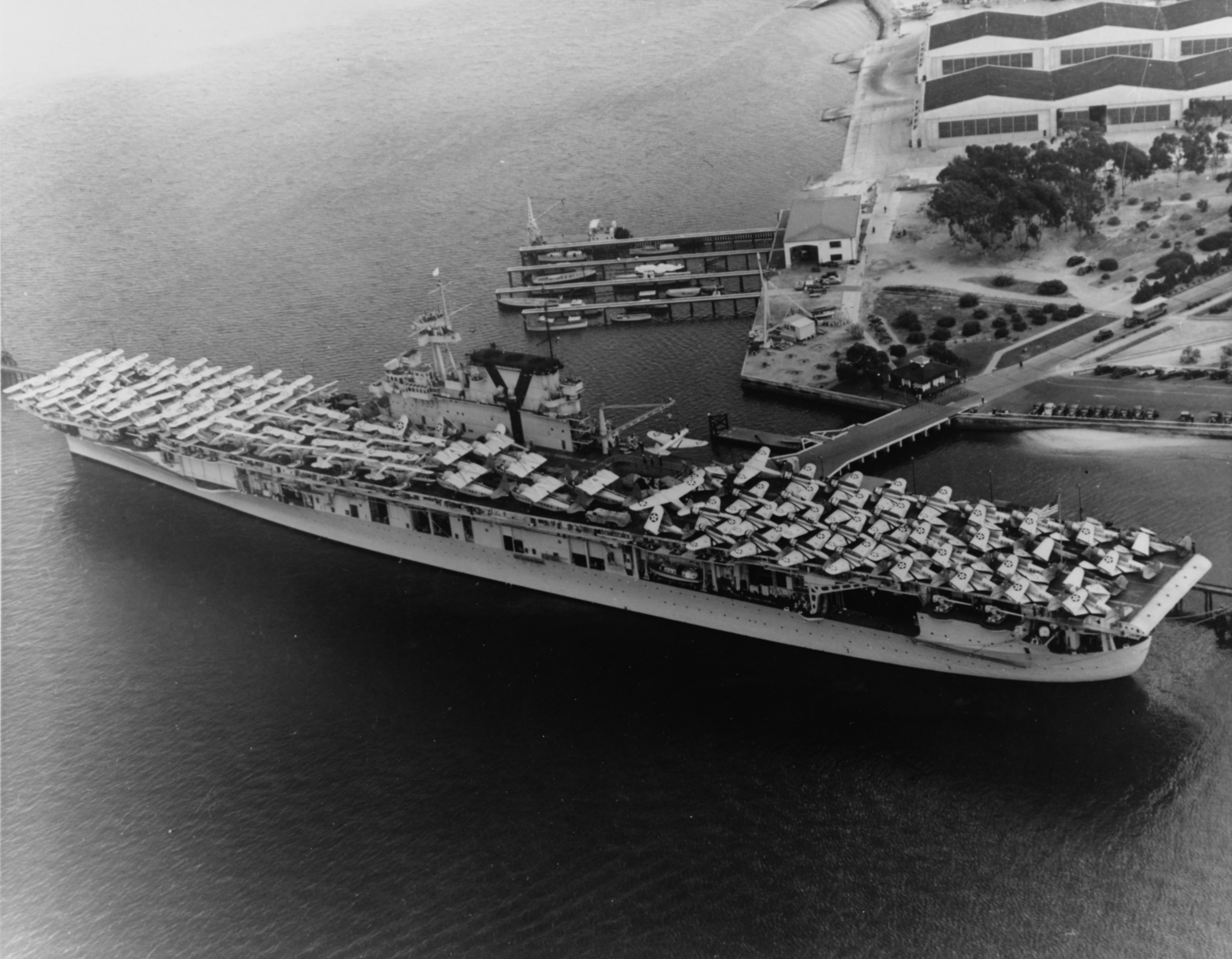
Yorktown se připravuje na cestu ze San Diega, červen 1940

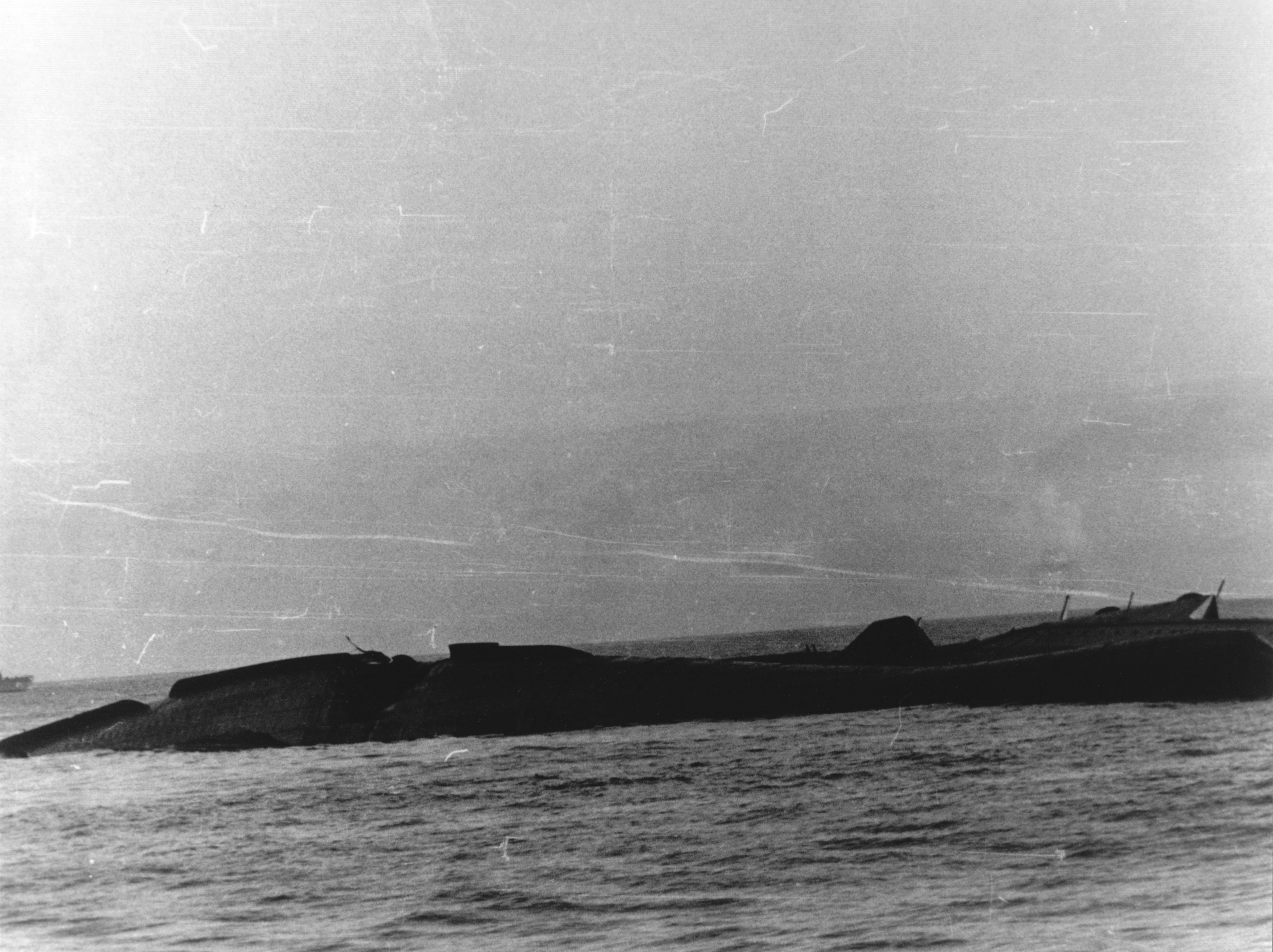
Převrácená potápějící se Yorktown 7. června 1942

Mírová služba lodi Yorktown se omezovala na zkušební a cvičné plavby a před vstupem USA do války pobývala na východním pobřeží Spojených států amerických.
Když japonským útokem na Pearl Harbor 7. prosince 1941 začala válka i v Tichomoří, byl Yorktown jednou z pouhých tří amerických letadlových lodí, které bylo možno v krátké době nasadit do bojových operací v Pacifiku. Není proto divu, že jeho vytížení bylo značné.
Začátkem ledna 1942 se Yorktown spolu se sesterskou lodí USS Enterprise účastnil nájezdů na ostrovy Wake, Jaluit, Makin a další, kde jejich letadla napadala japonská postavení a letiště. V únoru se účastnil leteckých útoků na nepřátelské pozice na Marshallových ostrovech.
Koncem dubna téhož roku byl Yorktown s letadlovou lodí USS Lexington poslán do Korálového moře, kde měl čelit hrozbě japonské invaze v přístavu Port Moresby na Nové Guineji. Počátkem května došlo ke tvrdé bitvě se svazem japonských letadlových lodí, jež se do dějin zapsala jako úplně první, ve které bojovala výhradně letadla z palub letadlových lodí. Američané sice po tvrdých bojích invazi zabránili, ale zaplatili vysokou cenu. Obě lodě byly vystaveny tvrdým útokům japonských bombardérů. Lexington byl potopen a Yorktown natolik poškozen, že si Japonci byli jistí, že se během několika okamžiků potopí. Pomalu plující a ve velmi špatném stavu nacházející se Yorktown se však 27. května objevil v Pearl Harboru. Odhadovaná doba, potřebná na opravu, byla pět měsíců. Na to ale nebyl čas. Američané stáli před další hrozbou. Japonci měli v úmyslu začátkem června 1942 zaútočit na atol Midway a každá letadlová loď měla nyní cenu zlata. Yorktown byl během tří dnů provizorně opraven a 1. června už spěchal na místo utkání jedné z rozhodujících bitev druhé světové války.
Tři americké letadlové lodě, Yorktown, Enterprise a Hornet, shodou náhod všechny spadající do třídy Yorktown, se u atolu Midway počátkem června 1942 střetly s japonským úderným svazem se čtyřmi letadlovými loděmi. Letci, kteří z paluby Yorktownu vzlétali do bojů u ostrova Midway, se zásadní měrou podíleli na potopení dvou letadlových lodí japonského císařského námořnictva: Sórjú a Hirjú. V průběhu bitvy byl Yorktown zasažen a na lodi vypukl velký požár. Záchranné čety odvedly skvělou práci a Yorktown brzy mohl pokračovat v bitvě. Další osud lodi byl víceméně již jen tragický. Při jednom z dalších útoků byl Yorktown opět velmi těžce poškozen. Bylo rozhodnuto opustit loď a ponechat ji svému osudu. Yorktown se však nevzdal a poté, co vyhořelo vše, co mohlo, stále plul na hladině. Nakonec jej oceánský remorkér USS Vireo vzal do vleku a pomalu nabral kurs k Pearl Harboru. Pomalu taženou letadlovou loď spatřila 6. června japonská ponorka I-168 a torpédovala ji. Yorktown, těžce zkoušený posledními týdny, se potopil v ranních hodinách 7. června severovýchodně od atolu Midway na pozici 30°46′ s. š., 167°24′ z. d..
Potopení lodě si vyžádalo život 141 členů posádky.